# Deer Creek (Minnesota)
Deer Creek é uma cidade localizada no estado americano de Minnesota, no Condado de Otter Tail.

## Demografia
Segundo o censo americano de 2000, a sua população era de 328 habitantes.
Em 2006, foi estimada uma população de 328, um aumento de 0 (0.0%).

## Geografia
De acordo com o United States Census Bureau tem uma área de
10,4 km², dos quais 10,4 km² cobertos por terra e 0,0 km² cobertos por água. Deer Creek localiza-se a aproximadamente 425 m acima do nível do mar.

## Localidades na vizinhança
O diagrama seguinte representa as localidades num raio de 20 km ao redor de Deer Creek.